# キム・ヘギョン (声優)
キム・ヘギョン（朝: 김혜경1961年7月25日 - ）は大韓民国の女性声優。
1982年、KBS17期で採用され入社したが、1983年に韓国MBC9期にも合格した。現在、韓国放送声優劇会、文化放送声優劇会の両方に所属し、専属契約でなく、フリーランスとして活動している。

## 出演作品
※太字は主役・ヒロイン・メインキャラクター。

### アニメ
- 愛天使伝説ウェディングピーチ（MBC放送版）（花咲ももこ）SBS,トゥーニバース放送版はチェ・ドクヒ。
- スレイヤーズシリーズ（『魔法少女リナ』、韓国放送版）（シルフィール＝ネルス＝ラーダ）
- ミラクル☆ガールズ（『妖術少女』、MBC放送版）（エマ・ウィンストン）
- ドラゴンクエスト関連作品 （『DRAGON QUEST -ダイの大冒険-』、韓国SBS放送）（レオナ） 日本の漫画、メディアミックス作品

### ラジオドラマ
- ドキュメンタリードラマ 激動50年（MBC標準FM）（朴槿恵役）